# Spotlight (Madonna-dal)
A Spotlight című dal Madonna amerikai énekesnő első és egyetlen kimásolt dala a You Can Dance című remixalbumáról, melyet kizárólag Japánban jelentetett meg a Warner-Pioneer Japan kiadó 1988. április 25-én. A dalt eredetileg a True Blue című harmadik stúdióalbumra szánták, de végül nem került fel rá. A dalt Madonna, Stephen Bray és Curtis Hudson írták. A dalt az amerikai rock együttes a Family Stone 1970-es dala az "Everybody Is a Star" ihlette. A dalt  Shep Pettibone remixelte, majd a további keveréseket John "Jellybean" Benitez készítette.
A "Spotlight" dobokból, szintetizátor hangokból, és elektronikus tapsból áll, melyet zongora, és hegedű is kísér az ének mellett. A dalszöveg arról szól, hogy valaki úgy lehet híres, ha énekel róla. A dal vegyes kritikákat kapott a zenekritikusoktól. A kiadás utn a japán Oricon listán a 68. helyezést érte el, valamint 3. lett a nemzetközi slágerlistán. Habár az Egyesült Államokban nem került kiadásra a kislemez, a dal mégis feljutott a Billboard Airplay listára 1988 elején. A dalt a Mitsubishi elektronikai cég is felhasználta reklámfilmjében.

## Előzmények
Az 1980-as évek közepén a posztdiszkó stílus rendkívül népszerű volt, és a remix fogalmát széles körben tekintik ennek az új zenei irányzatnak. Számos művész remixelte dalait, és állított össze albumot ezekből a dalokból. Madonna, aki a korszak legnépszerűbb előadója volt, úgy döntött, hogy hasonló remix-válogatás albumot készít, mely a You Can Dance címet viseli. Ezen az albumon 7 up-tempó dal kapott helyett, melyet már a korábban megjelent dalok remixelt változatait lehet hallani, valamint a "Spotlight" új dalként szerepel ezen a lemezen. Madonna elmondta, hogy a dalt az amerikai rock együttes Family Stone 1970-es "Everybody Is a Star" című dala ihlette.
1983-ban Curtis Hudson és Lisa Stevens a Pure Energy együttes tagjai megírták a Holiday című dalt, melyet Madonna rögzített harmadik kislemezeként a debütáló albumára. A kereskedelmi sikerre való tekintettel Hudson írt egy hasonló dalt, mint a "Holiday", arra az esetre, ha a Warner Bros. úgy dönt, hogy egy hasonló kislemezt akarnak kiadni. A dalt "Spotlight"-nak nevezte el, és felajánlotta Madonnának, aki felvette a dalt az 1986-os "True Blue" című albumára, azonban végül nem került az albumra, a "Holiday" miatti hasonlóság miatt.

## Összetétel
Amikor Madonna elhatározta, hogy kiadja a You Can Dance című remixalbumot, ő és Stephen Bray átdolgozták a már meglévő dalokat, és Madonna felkérte Shep Pettibone-t a "True Blue" dalainak remixeléséhez, valamint, hogy készítsen egy remixet a "Spotlight" című dalból. John "Jellybean" Benitez aki a "True Blue" felvételein rögzítette az eredeti demó változatot, segített Pettibone-nak a dal remixelésében. Hudson aki dalszerzőként közreműködött, segített, mivel a demó szerzői jogvédelem alatt állt, és emlékezett arra, hogy az eredeti változat nagy része megváltozott, ideértve a ritmust és az alapvető zenét.
A "Spotlight" dobokból, basszusból, és elektromos tapsok hangjából áll, majd Madonna énekli a "Spotlight" refrént, és ezt a dalszöveg követi. Az első verse után a billentyűzet hangja hallható az effektus során. Továbbra is, mint a második verse, melyet egy közjátékra jellemző ének visszhang követ, egy zongora és hegedű szegmens fedezhető fel benne. Madonna követi a zongora által lejátszott dallamot, és ugyanebben a dallamban a "Pa-da-pa-da-pappa papa pa" szavakat mondja. A dalszövegek Madonnával foglalkoznak, és arra készteti a hallgatót, hogy emlékezzen arra, hogy "Everybody is a Star" (Mindenki egy csillag) ha híres akar lenni. A dal 100 BPM / perc ütemű F-moll kulcsban, melyet Madonna hangja  C 5- től B ♭ 5- ig követ. A "Spotlight" akkord progresszijója az Am – C – Am – C – G – F alapszekvenciája.

## Kritikák
Mark Bego a Madonna: Blonde Ambition szerzője azt írta a dalról, hogy tipikus Madonna dal, táncrutinnal, mely keményen hangzik a You Can Dance remixein kívül. Stephen Thomas Erlewine az AllMusic-tól azt mondta, hogy a dal keltezettnek tűnik, mely egyértelműen a meghosszabbított remix a 80-as évek közepétől, de ez része a varázsnak. Dave Barry (The Miami Herald) kommentálta az albumot, mely szerint a "You Can Dance" úgy hangzik, mint az "öreg Madonna", azonban a "Spotlight" meglepően frissnek hat a fülében.  Joe Brown a The Washington Post-tól azt írta a dalró, hogy a dal lapos visszautasítás. Don McLeese (Chicago Sun-Times) a dalt "túlzottnak" hívta. Hunter Hauk a Dallas Observer-től a dal az Into the Groove testvére. Ugyanolyan slágeres, de nem kapta meg a megérdemelt támogatást.
Dennis Hunt (Los Angeles Times) így kommentálta az albumot: "A You Can Dance egy vonzó album a dance rajongók számára, különösen a "Spotlight" című dallal." Majd hozzátette: "A Spotlight dalszövegei nem nagy szám, de még mindig érdekesebb, mint a többi dalnál. A "Spotlight" nagy vonzereje egy hosszú kemény vezetésű átjáró, mely garantáltan táncra csábít. Jan DeKnock az Orlando Sentielnek írt üzenetében megjegyezte, hogy a dalt már a rádióállomások is játsszák.

## Sikerek
A "Spotlight" soha nem került kiadásra az Egyesült Államokban, ezáltal nem került fel a Billboard Hot 100-as listájára. Azonban ennek ellenére mégis helyezést ért el a Billboard Airplay listán, ahol a 37. lett. Három hét után a 32. helyig jutott, de a következő héten visszaesett a 40. helyre, majd lekerült a slágerlistáról.  Az 1987. december 12-i héten a dal elérte a Hot Crossover 30 slágerlistát is, ahol két egymást követő héten a 15. helyezést érte el, és 1988. január 9-től 8 hétig volt slágerlistás helyezés.  A "Spotlight" a japán Oricon kislemez listán a 68. helyen szerepelt, és öt hétig maradt a listán. Az Oricon nemzetközi kislemezlistán is szerepelt a dal, és 1988. május 19-én elérte a 3. helyezést, majd tíz hétig maradt a slágerlistán.

## A dal a médiában
A "Spotlight" a japán TV reklámokban szerepelt, amikor Madonna a Mitsubishi elektronikai cég F-5.3 videómagnót reklámozta. A reklámban Madonna kiszáll egy autóból, majd leül egy kanapéra, filmet néz, miközben a háttérben a dal szól. A dal az 1987-es Who's That Girl világturné kampányában is felhasználták "Dreams Come True" címen.

## Számlista
- Japanese 7" single, 3" Mini CD single

1. "Spotlight" (Single Edit) – 4:32
2. "Where's The Party" (Remix Single Edit) – 4:13

- US 12" Vinyl Promo

1. "Where's The Party" (Extended Remix) – 7:11
2. "Where's The Party" (Dub) – 6:22
3. "Spotlight" (Extended Remix) – 6:34
4. "Spotlight" (Dub) – 4:49

## Közreműködők
- Madonna – ének, dalszerző
- Stephen Bray – dalszerző, produkció
- Curtis Hudson – dalszerző
- Shep Pettibone – mix
- John "Jellybean" Benitez – mix

## Slágerlista
| Slágerlista (1988)                      | Legjobb helyezés |
| --------------------------------------- | ---------------- |
| Japanese Singles (Oricon)               | 68               |
| Japanese International Singles (Oricon) | 3                |
| US Radio Songs (Billboard)              | 32               |
| US Hot Crossover 30 (Billboard)         | 15               |

## Bibliográfia
- Bego, Mark. Madonna: blonde ambition. Cooper Square Press (2000). ISBN 0-8154-1051-4
- Erlewine, Stephen Thomas. All music guide to rock: the definitive guide to rock, pop, and soul. Hal Leonard Corporation, 1399. o. (2002). ISBN 0-87930-653-X
- Rooksby, Rikky. The Complete Guide to the Music of Madonna. Omnibus Press (2004). ISBN 0-7119-9883-3
- Schilling, Mark. The Encyclopedia of Japanese pop culture. University of Michigan (1997). ISBN 0-8348-0380-1
- Taraborrelli, Randy J.. Madonna: An Intimate Biography. Simon & Schuster (2002). ISBN 0-7432-2709-3